# Strophanthus bequaertii
Strophanthus bequaertii är en oleanderväxtart som beskrevs av Pierre Staner och Michotte. Strophanthus bequaertii ingår i släktet Strophanthus och familjen oleanderväxter. Inga underarter finns listade i Catalogue of Life.